# Хэшигтэны
Хэшигтэ́ны, кешикте́ны, хишигтэ́ны (монг. Хишигтэн) — южно-монгольский этнос, проживающий на территории городского округа Чифэн (Улан-Хад) Внутренней Монголии. Потомки средневековых кешиктенов — воинов из личной гвардии великих ханов Монгольского государства.

## Этноним
Этническое название хэшигтэн (кешиктен) образовано путем присоединения аффикса -тэн к монгольскому слову kešik (kesik, kesig, xišig, xešeg, kišig, keši), имеющему значение смена, часть, удел. Согласно Марко Поло, хэшигтэн значит «близкие и верные слуги государя». Также в литературе встречаются варианты: хишигтэн, кэшиктэн.

## История
Кешиктен — племя, получившее свое наименование в связи с военно-административным устройством. Образовав Великое Монгольское государство, Чингисхан занялся государственным строительством: составил минганы (тысячи) и реорганизовал кешиктенов. Об этом в «Сокровенном сказании монголов» говорится, что Чингисхан отбирал в кешиктены 80 человек кебтеулов (ночную охрану), 70 человек турхаудов (дневную гвардейскую гвардию), по выбору зачислялись самые способные и отважные сыновья и младшие братья нойонов, тысячников и сотников, а также сыновья людей свободного состояния (уту-дурайн). Как подчеркнул академик Ш. Нацагдорж, кешиктены являлись основным ядром монгольских войск, подчинялись только Чингисхану и в военное время становились главным полком, а в мирное время исполняли обязанности личной охраны правителей и их ставок во главе с Чингисханом.
Кешиктены великого хана составляли 10000 человек: 8000 турхаудов и 2000 кебтеулов и хорчи. Кешиктены иногда назывались внутренними минганами (тысячами), и Чингисхан повелевал: «мой рядовой кешиктен выше любого нойона-тысячника. А кетчин (стремянной) моего кешиктена выше армейского начальника-сотника или десятника. Пусть же не чинятся и не равняются с моими кешиктенами армейские тысячники, если возникнут ссоры с ними, то наказание падет на тысячников». Из повеления видно, что монгольские правители почитали кешиктенов и оказывали им особое доверие. Позже, в период правления Хубилая, численность кешиктенов увеличилась. Таким образом, потомки кешиктенов, представлявших основное ядро войск Великого Монгольского государства и государства Юань и являвшихся главными хранителями правителей и их ставок и дворцов, составили современную этническую группу кешиктен.

## Расселение
В настоящее время хэшигтэны проживают на территории хошуна Хэшигтэн-Ци городского округа Чифэн (Улан-Хад) Внутренней Монголии.
Современными потомками кешиктенов также являются хорчины, арухорчины, торгуты, баатуды, а также носители родового имени кебтеул. Кебтеулы (хэвтүүл) известны в составе узумчинов. В составе калмыков отмечен род кептюл.
В Монголии проживают носители следующих родовых фамилий:
- Хишигт — проживают практически во всех аймаках за исключением аймаков Дундговь и Баян-Улгий[9];
- Хишигтэн — в Улан-Баторе и аймаках: Дорноговь, Хэнтий, Булган, Туве, Увс, Сэлэнгэ и др.[10];
- Хишиг — в Улан-Баторе и аймаках: Хэнтий, Дорноговь, Сухэ-Батор, Хувсгел и др.[11];
- Хэвтүүл — в Улан-Баторе и аймаках: Орхон и Сэлэнгэ[6].